# Ордульф (герцог Саксонии)
Ордульф Саксонский (нем. Orthilius von Sachsen; ок. 1020 — 28 марта 1072) — герцог Саксонии с 1059 года из династии Биллунгов, сын Бернхарда II и Эрики фон Швейнфурт. В некоторых документах назван Оттоном (Отто).

## Биография
В ноябре 1042 года Ордульф женился на Вульфхильде Норвежской (ок. 1025—1070), дочери короля Олава II, от которой у него был сын Магнус, будущий герцог Саксонии.
Овдовев, Ордульф женился в 1071 году вторым браком на Гертруде фон Хальденслебен (ок. 1042—1116).
Ордульф, ставший герцогом после смерти отца, продолжил борьбу с бременским архиепископом Адальбертом, который в 1066 году был вынужден уступить треть своих владений сыну Ордульфа Магнусу.
Всё правление Ордульфа проходило в борьбе с вендами, в которой его союзником была Дания — родина его первой жены.